# Eric Pereira
Eric de Oliveira Pereira (Nova Iguaçu, 5 dicembre 1985) è un ex calciatore brasiliano, di ruolo centrocampista.

## Palmarès

### Club

#### Competizioni nazionali
- Coppa della Corona del Principe saudita: 1

Al-Ahli: 2015
- Coppa di Romania: 1

Viitorul Costanza: 2018-2019
- Supercoppa di Romania: 1

Viitorul Costanza: 2019